# حمية المئة ميل
حمية ال100 ميل: عام من الأكل  المحلي (أو أكثر: رجل واحد، امرأة واحدة، وعام صاخب من الأكل المحلي) هو كتاب غير خيالي كتبه الكاتبان الكنديان أليسا سميث وج.ب. ماكينون. في هذا الكتاب يحكي الكاتبان تجاربهما التي تتضمن تحفيزات وتحديات لتقييد حميتهم الغذائية لمدة عام بحيث تتضمن فقط أطعمة تنمو علي بعد مائة ميل من إقامتهم. بدأ من مارس 2005، بدأ الثنائي بتحضيرات بسيطة  بشراء أطعمة بمكونات يعلمون أنها تنمو علي بعد 100 ميل. وقد وجدوا القليل في محالّ البقالة مما جعلهم يعتمدون علي أسواق الفلاحين وعلي زيارات للمزارع المحلية وقد تضمنت المواد الغذائية في حميتهم:مأكولات بحرية، دجاج، خضراوات جذرية، التوت والذرة. وقد افتقروا للزيوت، الأرز و السكر. وقد قاموا بالاحتفاظ بالأطعمة لاستخدامها في الشتاء لكن ذلك أدى لامتلاكهم لوازم إضافية.
وقد كتب الثنائي أولا عن هذه التجربة في مقالات  لمجلة «ذا تيي» علي الإنترنت. وقد أدت شهرة هذه المقالات إلي الاتفاق علي كتابة هذا الكتاب.وفي هذا الكتاب كتب كل من سميث وماكينون  فصولا عددها 12 فصلا في المجمل. وقد قام ماكينون بكتابة أول فصل وركز علي أول شهر من تجربتهما. وقد كتبوا عن أول شخص كذكرى توضح تجاربهم في الحميات الغذائية ومشاعرهم الشخصية. وقد أمضي الكتاب خمسة أسابيع علي قائمة  ماكليان لأفضل المبيعات  من الكتب غير الخيالية في السوق الكندي. كما أمضي الكتاب عشرين أسبوعا علي قائمة فانكوفرصن نوتيفيكيشن  لأفضل المبيعات من الكتب غير الخيالية. وقد حصل المؤلفان علي جائزة رودريك هايبراون الإقليمية من رابطة بريتيش كولومبيا لمبيعات الكتب كأفضل مساهمة في المتعة والفهم في بريتش كولومبيا.وقد غطي الإعلام عبر أمريكا الشمالية مفهوم حمية ال100 ميل وكذلك مؤيدو الطعام المحلي. وقد أذاعت شبكة الطعام في كندا تحدي المائة ميل وهو برنامج تليفزيوني شارك ماكينون وسميث في إنشائه علي أساس هذا الكتاب